# Petectunich
Petectunich es una localidad rural, ubicada en el estado mexicano de Yucatán, específicamente en el municipio de Acanceh que se encuentra en la Zona Influencia Metropolitana o Región VI del mismo estado.
La localidad tiene una altitud de 10 metros sobre el nivel del mar y su población era de 600 habitantes en 2010, según el censo realizado por el INEGI. El poblado se localiza a una distancia de 26 km de la ciudad capital del estado, Mérida.

## Geografía

### Localización
Petectunich se localiza en las coordenadas 20°50′29″N 89°28′34″O / 20.84139, -89.47611 (20.841389, -89.476111). De acuerdo con el censo de 2010, la población tenía una altitud promedio de 10 metros sobre el nivel del mar.

## Demografía
Según el censo de 2010 realizado por el INEGI, la población de la localidad era de 600 habitantes, de los cuales 319 eran hombres y 281 mujeres.

## Galería

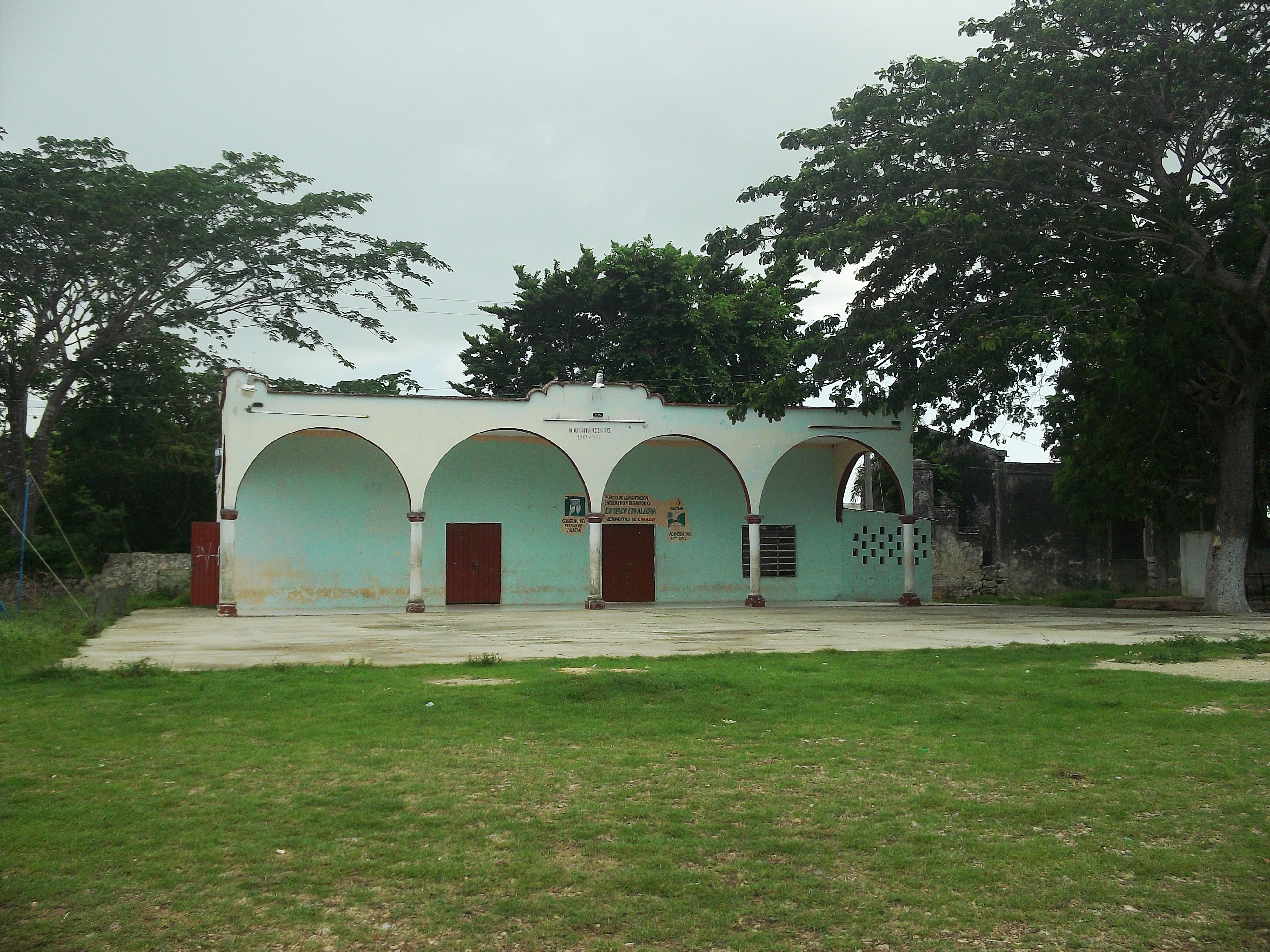
Casa ejidal de Petectunich.
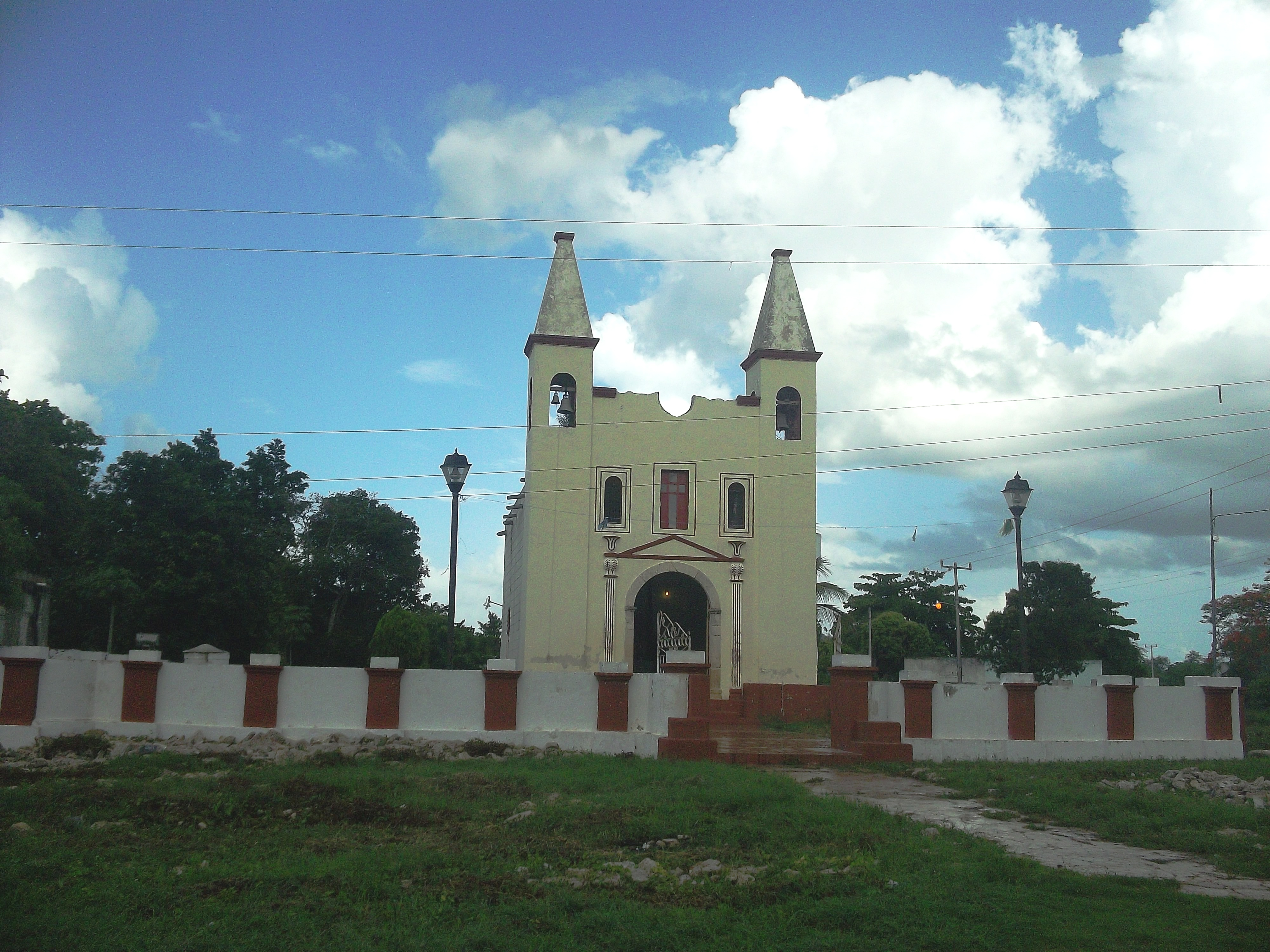
Iglesia principal de Petectunich.
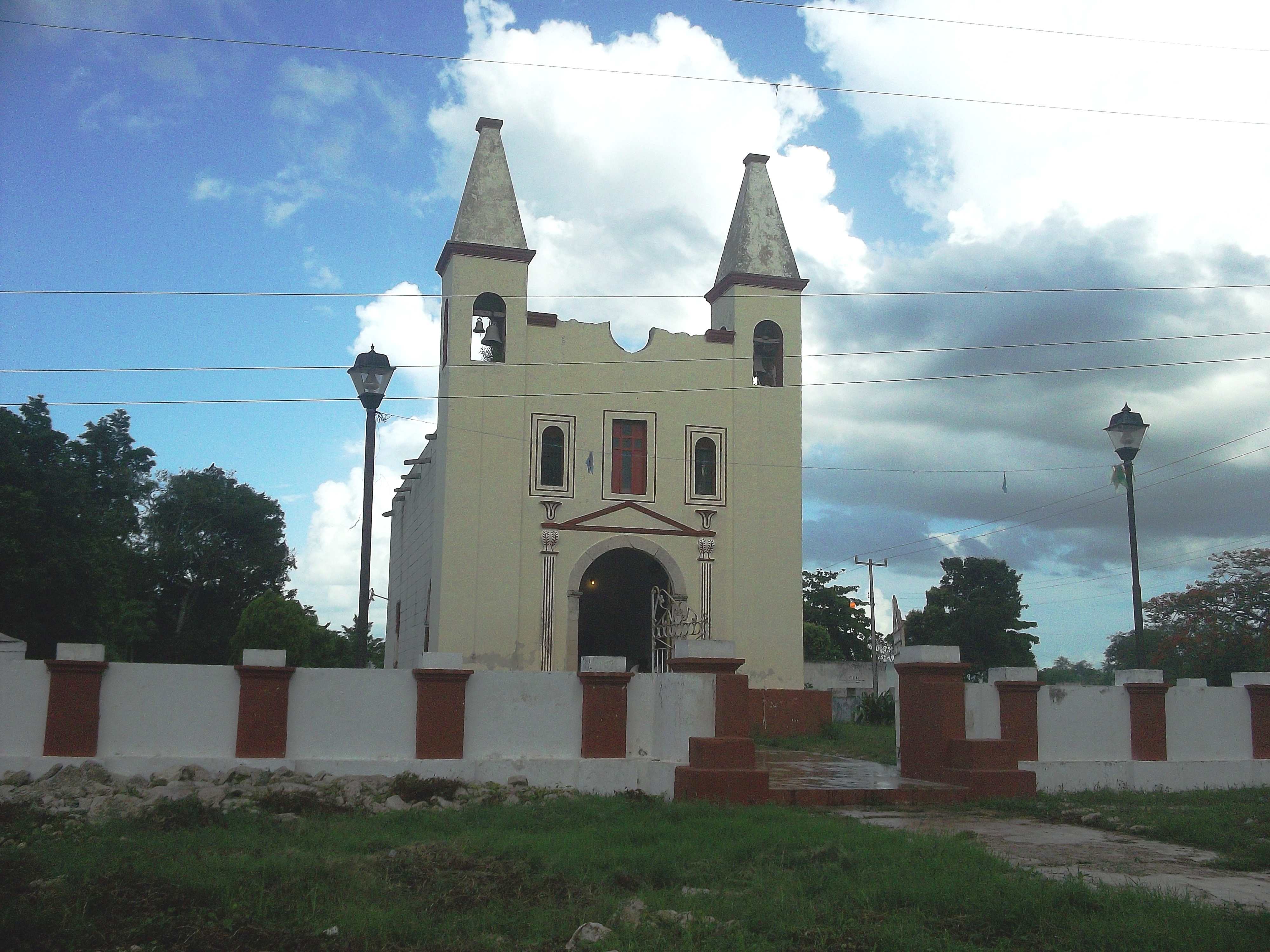
Iglesia principal de Petectunich.
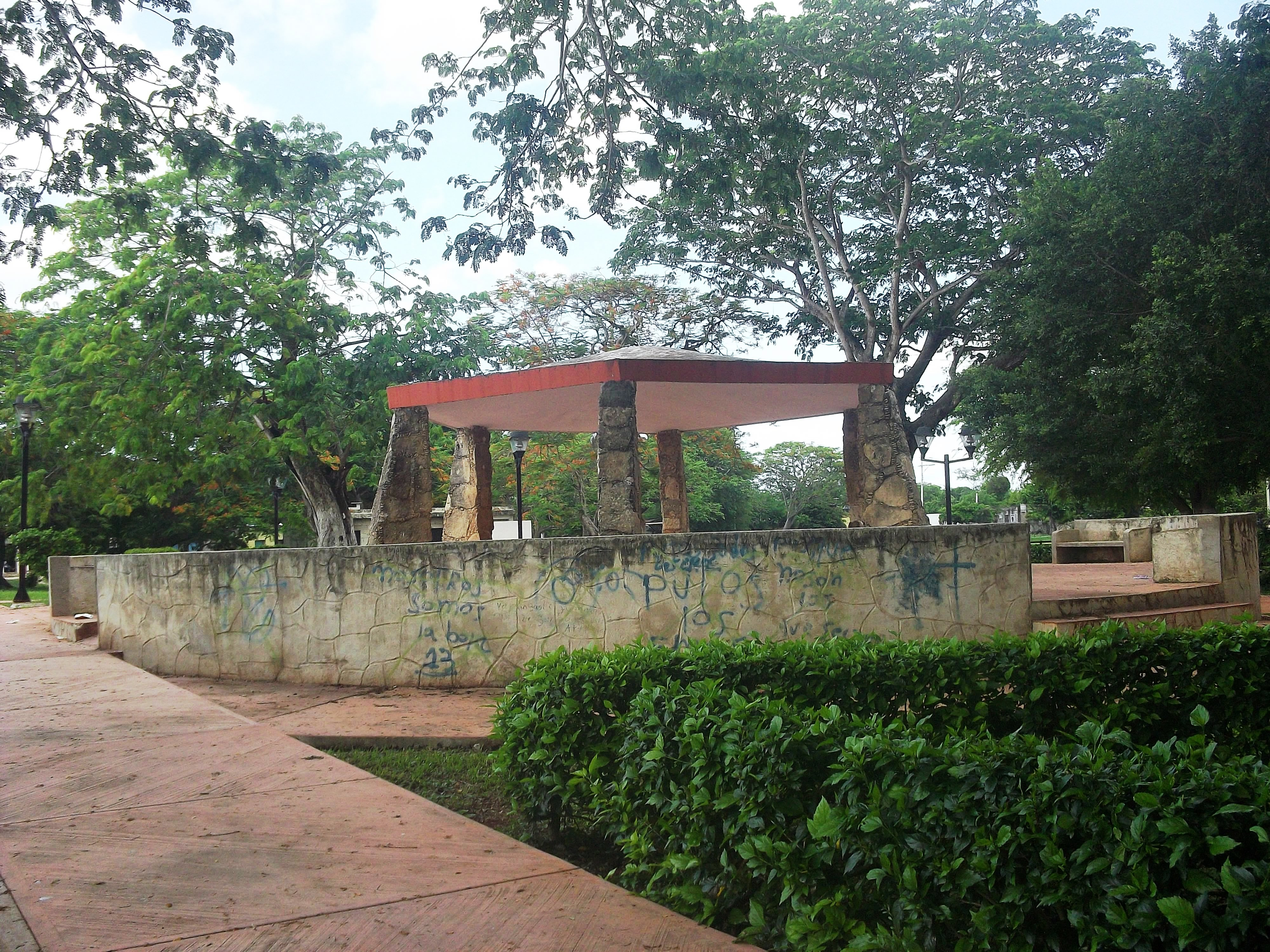
Parque principal de Petectunich.
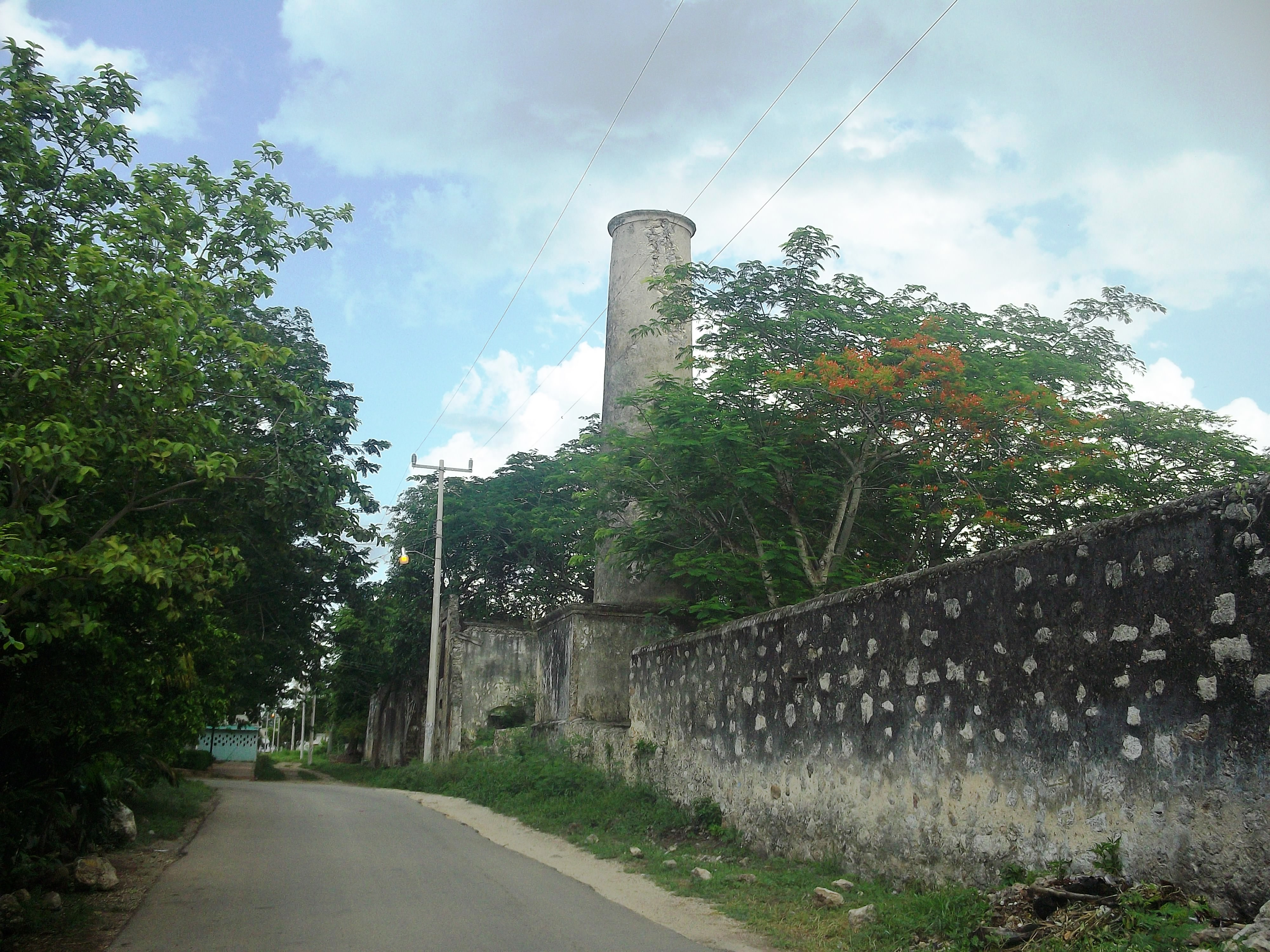
Hacienda de Petectunich.
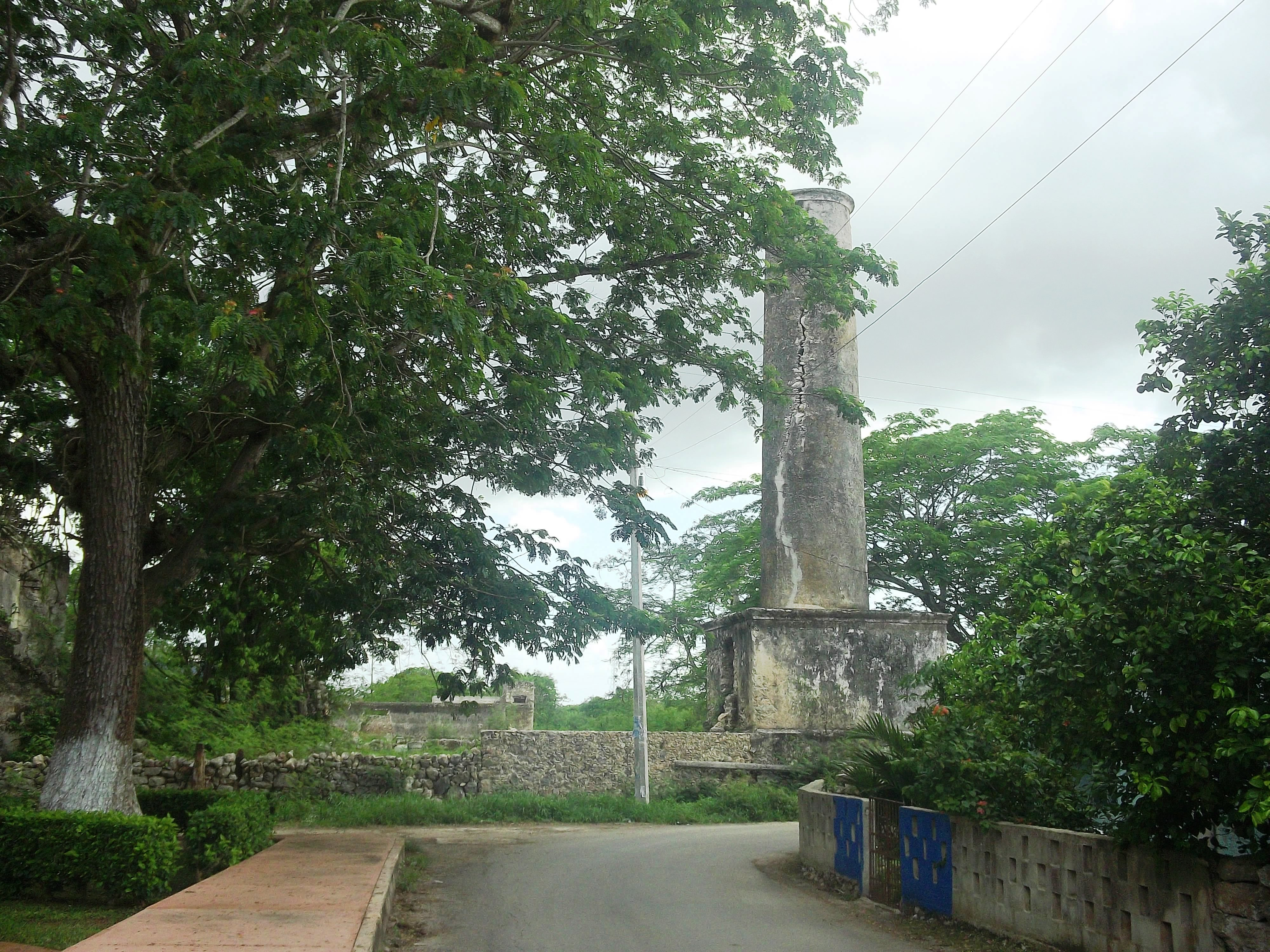
Hacienda de Petectunich.
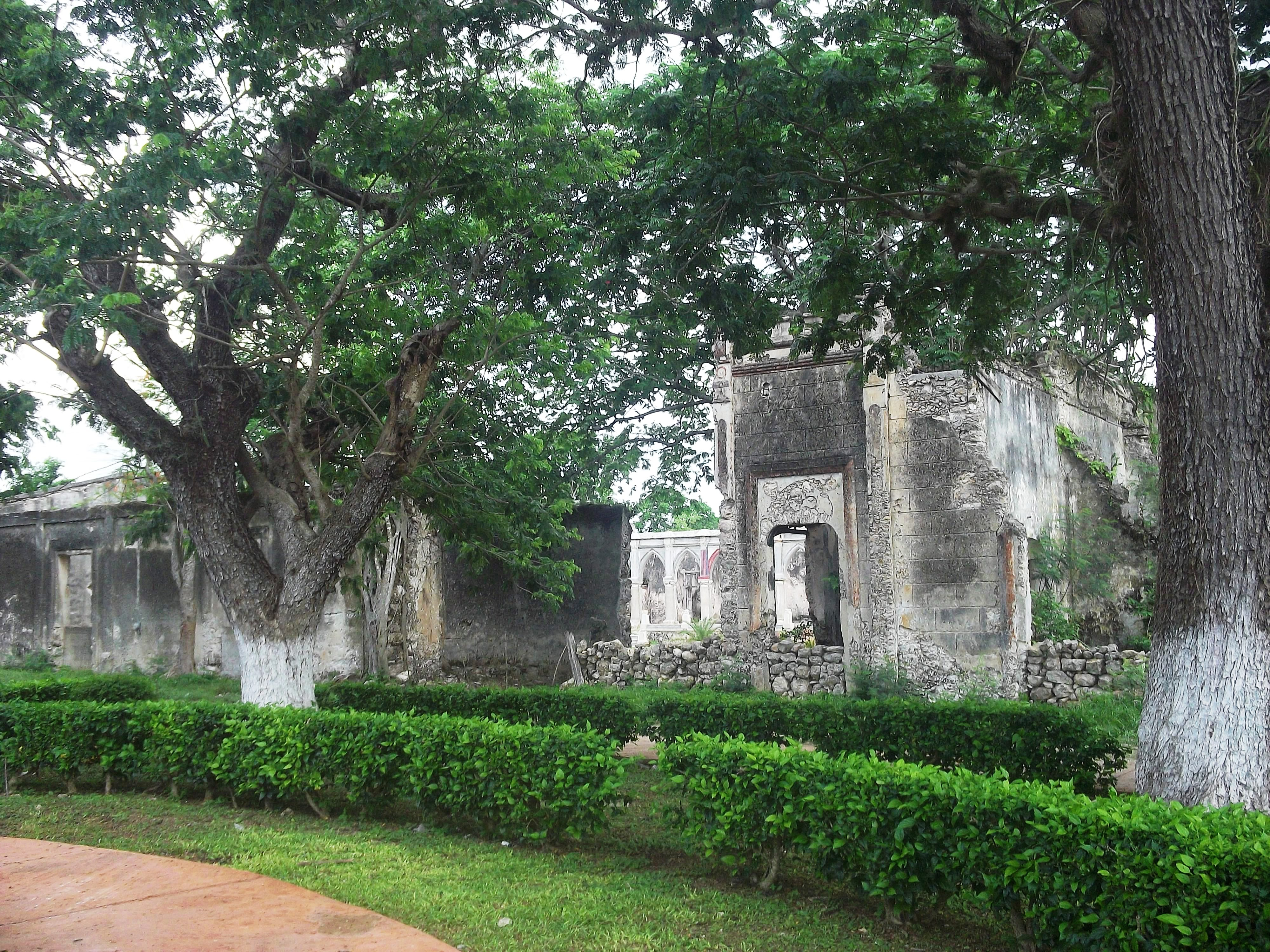
Hacienda de Petectunich.
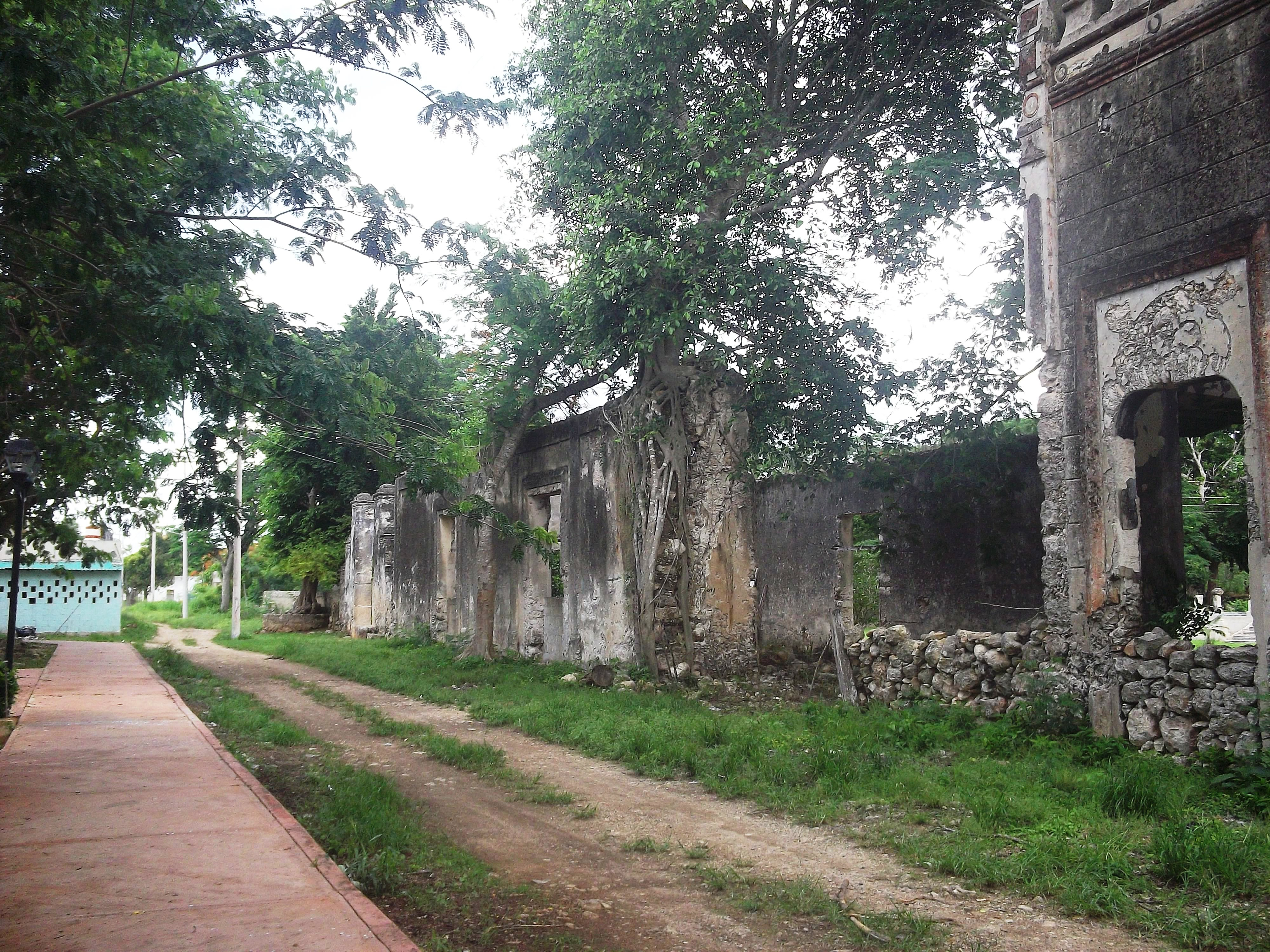
Hacienda de Petectunich.
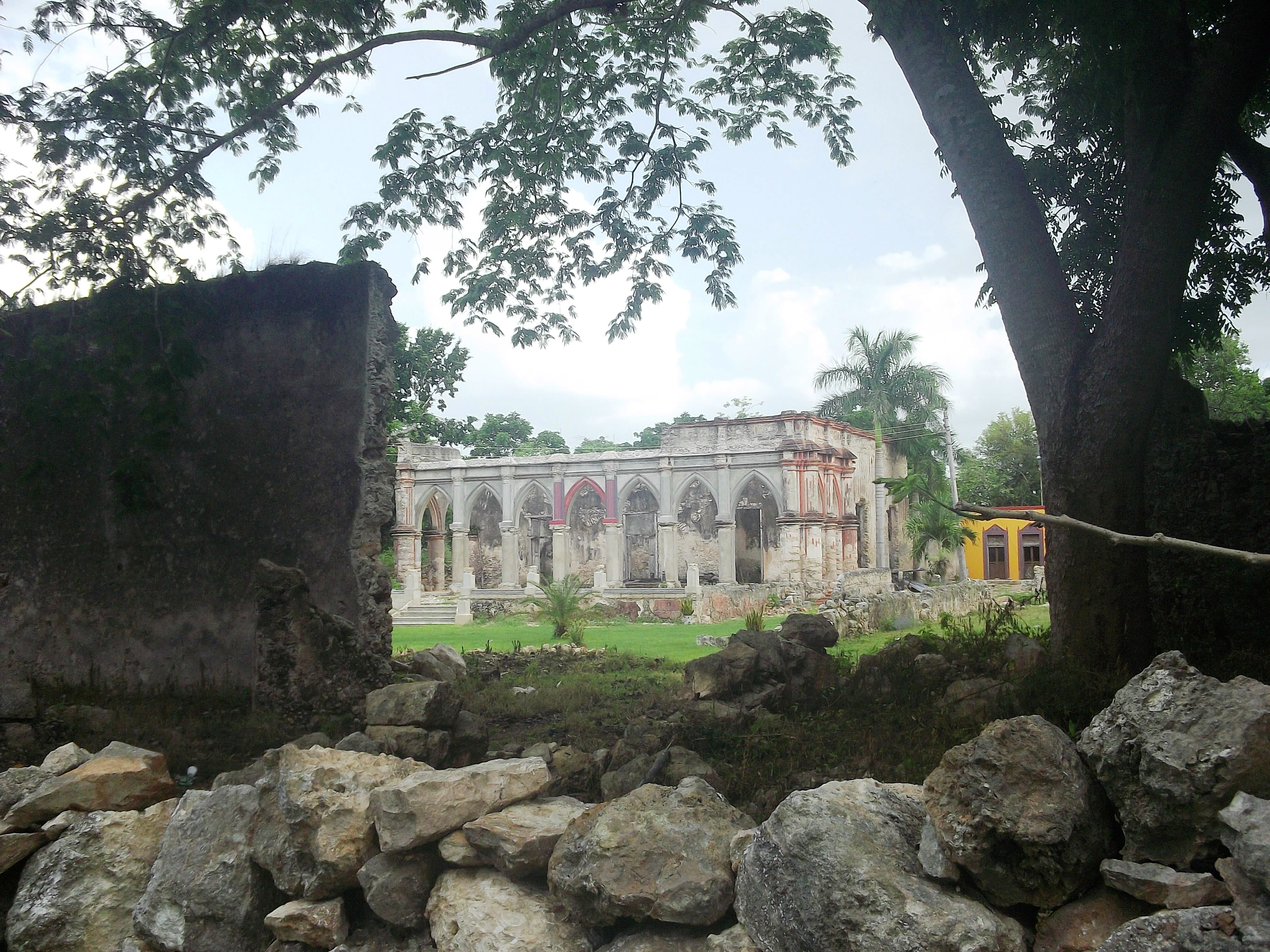
Hacienda de Petectunich.
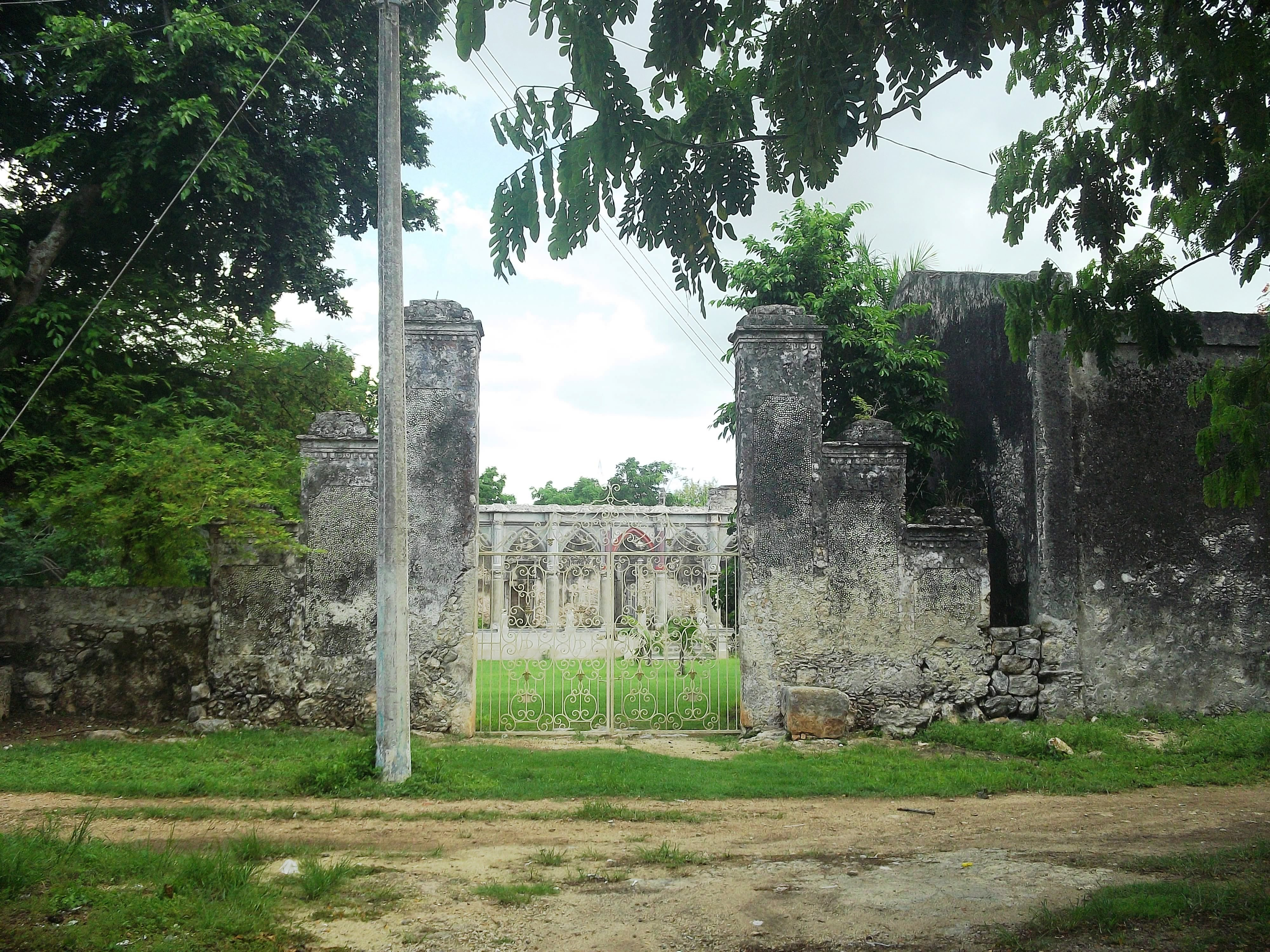
Hacienda de Petectunich.